# Борисова (Комишловський район)
Бори́сова (рос. Борисова) — присілок у складі Комишловського району Свердловської області. Входить до складу Обуховського сільського поселення.
Населення — 32 особи (2010, 13 у 2002).
Національний склад станом на 2002 рік: росіяни — 100 %.